# Allison (Vorname)
Allison ist ein zumeist weiblicher Vorname.

## Herkunft und Bedeutung
Ursprünglich handelt es sich bei Allison um einen seltenen Männernamen, der vom Nachnamen Allison abgeleitet ist. Seit der Mitte des 20. Jahrhunderts wird er überwiegend als Variante des Frauennamens Alison verwendet.

## Verbreitung
Der Name Allison kam bis in die 1940er Jahre hinein in den USA immer wieder als Männername vor, war jedoch nie besonders beliebt. Ende der 1940er Jahre gewann der Name als Frauenname rasch an Popularität. Im Jahr 1964 erreichte er als Frauenname erstmals die Top-200 der Vornamenscharts. Seit 1974 gehört er zu den 100 meistgewählten Mädchennamen. Seit Mitte der 2010er Jahre sinkt die Popularität des Namens. Zuletzt belegte er Rang 82 der beliebtesten Mädchennamen (Stand 2021). In Kanada stieg der Name in den 1970er Jahren in den Vornamenscharts auf und wurde vor allem in den 1980er und 1990er Jahren gerne als Mädchenname vergeben.
In Frankreich war der Name Mitte der 1980er bis Anfang der 1990er Jahre mäßig beliebt.

## Namensträger

### Weibliche Namensträger
- Allison Adler (* 1967), US-amerikanische Drehbuchautorin und Filmproduzentin
- Allison Anders (* 1954), US-amerikanische Film- und Fernsehregisseurin, Drehbuchautorin sowie Produzentin
- Allison Balson (* 1969), US-amerikanische Schauspielerin und Sängerin
- Allison Baver (* 1980), US-amerikanische Shorttrackerin
- Allison Beckford (* 1979), jamaikanische Leichtathletin
- Allison Beveridge (* 1993), kanadische Radrennfahrerin
- Allison Bradshaw (* 1980), US-amerikanische Tennisspielerin
- Allison Crowe (* 1981), kanadische Sängerin und Songwriterin
- Allison Daley, kanadische Paläontologin
- Allison DuBois (* 1972) ist nach eigenen Angaben ein Medium
- Allison Falk (* 1987), US-amerikanische Fußballspielerin
- Allison Fisher (* 1968), englische Poolbillard- und Snookerspielerin
- Allison Forsyth (* 1978), kanadische Skirennläuferin
- Allison Hayes (1930–1977), US-amerikanische Filmschauspielerin und Fotomodell
- Allison Hossack (* 1965), kanadische Schauspielerin
- Allison Iraheta (* 1992), US-amerikanische Sängerin
- Allison Janney (* 1959), US-amerikanische Schauspielerin
- Allison Joy Langer (* 1974), US-amerikanische Schauspielerin
- Allison Mack (* 1982), US-amerikanische Schauspielerin
- Allison Miller (Musikerin) (* 1974/75), US-amerikanische Schlagzeugerin
- Allison Miller (Schauspielerin) (* 1985), US-amerikanische Schauspielerin
- Allison Miner (1949–1995), US-amerikanische Musikmanagerin, bekannt als eine der Gründer und Leiter des New Orleans Jazz & Heritage Festival
- Allison Mleczko (* 1975), US-amerikanische Eishockeyspielerin
- Allison Moorer (* 1972), US-amerikanische Musikerin und Sängerin
- Allison Munn (* 1974), US-amerikanische Schauspielerin
- Allison Pineau (* 1989), französische Handballspielerin
- Allison Pottinger (* 1973), US-amerikanische Curlerin
- Allison Roe (* 1956), neuseeländische Marathonläuferin
- Allison Ross-Edwards (* 1952), australische Sprinterin
- Allison Scagliotti (* 1990), US-amerikanische Schauspielerin
- Allison Schmitt (* 1990), US-amerikanische Schwimmerin
- Allison Schroeder, US-amerikanische Drehbuchautorin
- Allison Scurich (* 1986), US-amerikanische Fußballspielerin
- Allison Shearmur (1963–2018), US-amerikanische Filmproduzentin
- Allison Tolman (* 1981), US-amerikanische Schauspielerin
- Allison Wagner (* 1977), US-amerikanische Schwimmerin
- Allison Williams (* 1988), US-amerikanische Schauspielerin, Comedienne und Musikerin

### Männlich
- Allison Danzig (1898–1987), US-amerikanischer Sportjournalist
- Allison R. Palmer (1927–2022), US-amerikanischer Paläontologe und Geologe
- Allison White (1816–1886), US-amerikanischer Politiker